# Rhogeessa mira
Rhogeessa mira é uma espécie de morcego da família Vespertilionidae. Apenas pode ser encontrada no México, em uma pequena área entre as cidades de El Infiernillo e Zicuirán, na região semi-árida do baixo rio Balsas, no sul de Michoacán.